# Полевой, Иван Степанович
Иван Степанович Полевой (1907—1944) — майор Рабоче-крестьянской Красной Армии, участник Великой Отечественной войны, Герой Советского Союза (1945).

## Биография
Иван Полевой родился 26 декабря 1907 года в селе Николаевка. Окончил шесть классов школы. В сентябре 1929 года Полевой был призван на службу в Рабоче-крестьянскую Красную Армию. В 1936 году он окончил Борисоглебскую военную авиационную школу лётчиков. С начала Великой Отечественной войны — на её фронтах.
К августу 1944 года майор Иван Полевой был заместителем командира 132-го бомбардировочного авиаполка 334-й бомбардировочной авиадивизии 3-й воздушной армии 1-го Прибалтийского фронта. За время своего участия в войне он совершил 125 боевых вылетов на бомбардировку скоплений боевой техники и живой силы противника, нанеся ему большие потери. 20 августа 1944 года во время выполнения боевого задания по бомбардировке железнодорожной станции Мажейкяй Литовской ССР Полевой был ранен, но сумел выполнить задачу. Во время возвращения Полевой потерял много крови и потерял сознание, в результате чего погиб при падении самолёта на территории Витебской области Белорусской ССР. Похоронен в городе Докшицы.
Указом Президиума Верховного Совета СССР от 23 февраля 1945 года за «образцовое выполнение заданий командования и проявленные при этом мужество и героизм» майор Иван Полевой посмертно был удостоен высокого звания Героя Советского Союза. Также был награждён двумя орденами Ленина, орденами Красного Знамени и Отечественной войны 1-й степени, двумя орденами Красной Звезды и рядом медалей.

## Память
- В честь И. С. Полевого названы улица, площадь и школа в Докшицы[1]
- Музей имени Героя Советского Союза И. С. Полевого ГУО «Средняя школа № 1 г. Докшицы»